# Ferrania (periodico)
Ferrania è una rivista di fotografia fondata a Milano nel 1947, cessata definitivamente nel 1967.

## Storia
Ferrania viene pubblicata per la prima volta a Milano nel gennaio del 1947, sotto la direzione del chimico e fotografo dilettante Alfredo Ornano (fino alla sua morte a settembre 1955) e del letterato Guido Bezzola (fino al 1967) e con la curatela grafica del fotografo Luigi Veronesi. Il periodico nasce in seguito all'acquisizione da parte della ditta fotografica Ferrania del Notiziario fotografico, rivista fondata a Ivrea nel 1940 – mensile fino al febbraio del 1946 e successivamente bimensile – diretta da Aristide Bosio il quale continua a far parte del comitato di redazione della nuova testata.
L'azienda Ferrania garantirà alla rivista un sostegno economico e relazionale senza pari nel panorama nazionale dell'editoria di settore – caratterizzato fino ai primi anni Cinquanta da pubblicazioni strettamente connesse a singoli circoli fotoamatoriali – senza però ridurla a un mero bollettino aziendale. Il periodico, in concomitanza alla produzione e messa in commercio della Ferraniacolor (la prima pellicola a colori in Europa) si pone presto come capofila di un nuovo modello visivo ed editoriale fondato sulla lettura dell'immagine a colori, sintomo sia dell'attenzione della rivista nei confronti delle innovazioni tecnologiche di settore sia degli intenti della ditta omonima e, più in generale, delle principali tendenze dell'epoca. Nonostante sia dedicato ampio spazio alla produzione fotografica a colori, il periodico milanese si interessa, per tutta la sua attività, anche alla proposta in bianco e nero: vengono pubblicate opere appartenenti alla fotografia di stampo umanista francese di Édouard Boubat, Izis e Brassaï, alla Sübjektive Fotografie nord-europea di Otto Steinert e a quella italiana realizzata con la tecnica del cosiddetto "high-key", tanto cara a Giuseppe Cavalli, uno dei caposcuola della fotografia nazionale e fra i più attivi collaboratori della rivista.
Il mensile si colloca nel contesto editoriale italiano del secondo dopoguerra caratterizzato dalla ripresa delle attività di storiche riviste di settore, come Progresso Fotografico e Il Corriere Fotografico e dalla nascita di nuove testate sia di fotografia, come Diorama, sia di rotocalchi patinati, come L'Espresso, L'Europeo, Epoca, Il Mondo, e Le Ore, che dedicano sempre più attenzione alla comunicazione visiva per mezzo del medium fotografico, come testimoniato dalla pubblicazione a piena pagina delle immagini – corredate sempre più frequentemente dal nome del loro autore – prive di quei tagli o alterazioni che contraddistinguevano le scelte redazionali nei decenni precedenti.
Il periodico, come suggerito dal suo sottotitolo  "Rivista mensile di fotografia, cinematografia e arti figurative", si caratterizza per un alto profilo culturale e multidisciplinare – caratteristica che induce lo storico della fotografia Italo Zannier a definirlo "una specie di Camera Work italiana" – che gli consente di evadere dall'ambito strettamente specialistico, comune invece alle pubblicazioni di settore coeve (a eccezione di Diorama). Ciò viene garantito, in particolar modo, dagli interessi e dalla formazione del direttore Bezzola, il quale successivamente ricoprirà la cattedra di Letteratura Italiana presso l'Università degli Studi di Milano.
Ogni fascicolo (dalla tiratura di 3500 copie) si compone di circa 40 pagine – in un formato invariato nel tempo di 24 x 30 cm – su carta patinata e si caratterizza per una struttura organizzata secondo la successione di articoli di natura critica (saggistica, recensioni e profili di singoli autori) sulla fotografia e il cinema, mentre le ultime pagine sono dedicate a schede monografiche relative a personalità artistiche del passato. A partire dal 1957 il dodicesimo numero della rivista viene pensato come un annuario che raccoglie il meglio della produzione fotografica italiana dell'anno, aperto sempre da una breve introduzione e concluso da schede biografiche degli autori corredate da un piccolo ritratto.
Inizialmente le scelte editoriali del periodico risultano essere affini al mondo dilettantistico e ne è chiara testimonianza la pubblicazione sia del manifesto de La Bussola (sul fascicolo del maggio 1947), il principale circolo fotoamatoriale italiano dell'epoca, sia dell'opera fotografica di personalità affermate – quali Vincenzo Balocchi, Carlo Bevilacqua, Giuseppe Cavalli, Paolo Monti, Federico Vender e il già citato Veronesi – oltre che una rosa ristretta di nomi conosciuti poco o nulla dalla critica e dalla storiografia attraverso contributi minimi e di media qualità.
Attorno alla metà degli anni Cinquanta la redazione seppe aggiornarsi divenendo canale di diffusione anche delle nuove tendenze fotografiche attraverso la pubblicazione dell'opera di giovani autori – tra cui Piergiorgio Branzi, Alfredo Camisa, Mario De Biasi, Mario Giacomelli, Gaetano Lazzaro e Fulvio Roiter – molti dei quali considerabili discepoli della generazione precedente e grandi esponenti degli anni Sessanta. Inoltre il team redazionale si avvale in questi anni di nuove personalità di eterogenea formazione e collocazione ideologica, quali i fotografi Ando Gilardi e Italo Zannier e i critici Giulia Veronesi e Giuseppe Turroni, quest'ultimo esordiente proprio su Ferrania con un articolo sull'arte cinematografica e i suoi valori intitolato L'opera filmica e che già nel 1959 pubblicherà Nuova fotografia italiana, testo di fondamentale importanza nella storiografia italiana di settore. Una simile rosa di collaboratori ha permesso di porre maggiore attenzione sulle opere fotografiche attraverso analisi formali e non esclusivamente tecniche.
Nonostante la varietà di profili proposti dalla rivista nel corso di tutta la sua attività, il fotografo e critico Cesare Colombo sottolinea la mancanza di nomi afferenti al fotogiornalismo, alla fotografia di architettura e di moda e alla grafica (eccezion fatta per Veronesi), tendenze sempre più in voga in quegli anni.
Il periodico ricopre, nel corso della sua seppur breve attività ventennale, un ruolo da protagonista nel panorama editoriale di fotografia insieme a Progresso Fotografico e Fotografia. Cessa definitivamente la propria attività nel 1967.
3146 stampe fotografiche, le migliori pubblicate sulla rivista milanese durante la intera attività sono raccolte all'interno di un fondo presso l'Archivio Storico Fotografico della Fondazione 3M con sede a Pioltello.